# 한화푸드테크
한화푸드테크(영어: Hanwha Foodtech)는 대한민국의 외식 및 푸드테크 기업이다. 2021년 7월 한화호텔앤드리조트의 사업 전문성과 경쟁력 확보 및 경영 효율화 정책 일환으로 한화넥스트, 아쿠아플라넷, 푸디스트 등과 함께 물적분할되었다.  출범 당시 명칭은 더테이스터블(영어: The Tastable)이다. 2024년 2월 현재 이름으로 사명을 변경, 사업 부문을 확대했다.
현재는 파인 다이닝, 캐주얼 다이닝 등 레스토랑과 컨벤션, 레스토랑 간편식, 푸드테크를 중심으로 사업을 전개하고 있다. 특히 63뷔페 파빌리온과 세븐스퀘어 등 고급 뷔페 브랜드를 전개하고, 1976년 도원, 1985년 백리향, 2009년 도원스타일을 개업하는 등 중식을 중심으로 브랜드 포트폴리오를 확장해 왔다.

## 역사

### 1979-2009: 한화국토개발
1976년 10월 태평개발은 서울 프라자 호텔을 개장한 후, 1979년 외식사업부를 출범했다. 1983년 대한민국 철도청의 열차식당 운영 업무를 시작으로 1993년 연세대학교 동문회관, 2003년 남촌CC 등 컨세션 사업을 전개했다. 같은 해 서울 프라자 호텔의 중식당 도원(桃園)을 기반으로 하는 캐주얼 중식 다이닝 브랜드 '티원(T園)'을, 2009년 11월 프리미엄 중식당 브랜드 '도원스타일(桃園Style)'을 출범했다.

### 1985~2009: 한화63시티
1985년 5월 대생기업은 63빌딩 고층부 내 중식당 '백리향(百里香)'과 일식당 '와꼬(和光)', 뷔페 레스토랑 ‘분수플라자'를 개업했다. 2000년 2월 대한생명보험은 대생기업과 대생개발, 63쇼핑, 성지실업, 길천실업, 호원물산을 합병 후 통합법인 63시티를 출범했다. 2002년 12월 한화는 대한생명보험과 신동아화재, 63시티를 인수했다. 2004년 유러피안 레스토랑 '워킹온더클라우드', 2006년 프렌치 레스토랑 '터치더스카이'와 뷔페 레스토랑 '63뷔페 파빌리온', 2010년 일식 레스토랑 '슈치쿠'를 개업했다.

### 2009-2021: 한화호텔앤드리조트
2009년 12월 한화그룹은 한화리조트와 한화개발을 합병한 후, 같은 달 15일 한화63시티의 식음사업 및 문화사업을 합병하여 한화호텔앤드리조트를 출범시켰다. 2010년 4월 프랑스의 베이커리 브랜드 '에릭 케제르'를 시작으로, 2015년 6월 일본의 이탈리안 레스토랑 브랜드 '오레노' 등 해외 유명 브랜드를 대한민국 내 도입했다. 또한, 2019년 5월 한화호텔앤드리조트 FC부문은 서울특별시 용산구에 신사옥을 준공 및 부서 이전했다. 2020년 9월 프레시지와 양해각서를 체결하고, 같은 해 11월 프리미엄 밀키트 브랜드 '63다이닝키트'를 선보이며 사업을 확장했다.

### 2021-현재: 더테이스터블, 한화푸드테크
2021년 5월 한화호텔앤드리조트는 F&B사업부를 단순 물적 분할하여 신설 회사를 설립하는 것으로 공시했다. 7월 한화호텔앤드리조트는 한화에스테이트를 합병, 물적분할법인 더테이스터블(영어: The Tastable)을 신설했다. 같은 해 12월에는 '63레스토랑 김치'를 론칭했다. 2022년 8월에는 1인 가구를 위한 레스토랑 밀키트 브랜드 '셰프레이블', 9월에는 수제맥주 '무릉도원 IPA' 등을 새롭게 선보였다.
2024년 2월 더테이스터블은 한화푸드테크(영어: Hanwha Foodtech)로 사명을 변경했다. 같은 달 미국 내 현지 법인 한화푸드테크글로벌을 통해 로봇 피자 브랜드 '스텔라피자'를 인수, 4월 로봇 레스토랑 '파스타엑스'를 오픈, 5월 경기도 성남시에 연구개발센터를 설립하는 등 연구역량을 강화했다. 또한, 7월 한화호텔앤드리조트의 연회 및 식음부문을 흡수합병하는 등 외연 확장에도 힘썼다.

## 상징
F&B Business Director
한화푸드테크㈜는 오랜 전통을 자랑하는 식음 운영 사업을 기반으로
로보틱스(Robotics) 등 첨단 테크놀로지를 도입해
새로운 형태의 F&B 사업 모델을 개척하는 푸드테크 전문기업입니다

더 나은 미래를 여는 혁신적 푸드 솔루션
잘 차린 식사와 첨단 기술이 만나는 곳,
한화푸드테크㈜는 인류의 미래를 함께 만들어갑니다
누구나 최고의 음식을 부담 없이 즐길 수 있도록 혁신을 선도합니다

### 슬로건
2024년 2월 사명을 변경하며 새로운 기업 상징을 선포했다. 식음 운영 사업 기반에 로보틱스 등 첨단 테크놀로지를 결합해 새로운 형태의 F&B 사업 모델을 개척한다는 뜻을 담아 새로운 슬로건과 함께 소개, 비전을 공개했다. 역대 슬로건은 아래와 같다.
- 음식, 사람 그리고 문화를 연결합니다 (2021~2024)
- Connecting Chef & Tech (2024)
- Culinary Heritage, Reimageind (2024~)

## 사업 부문

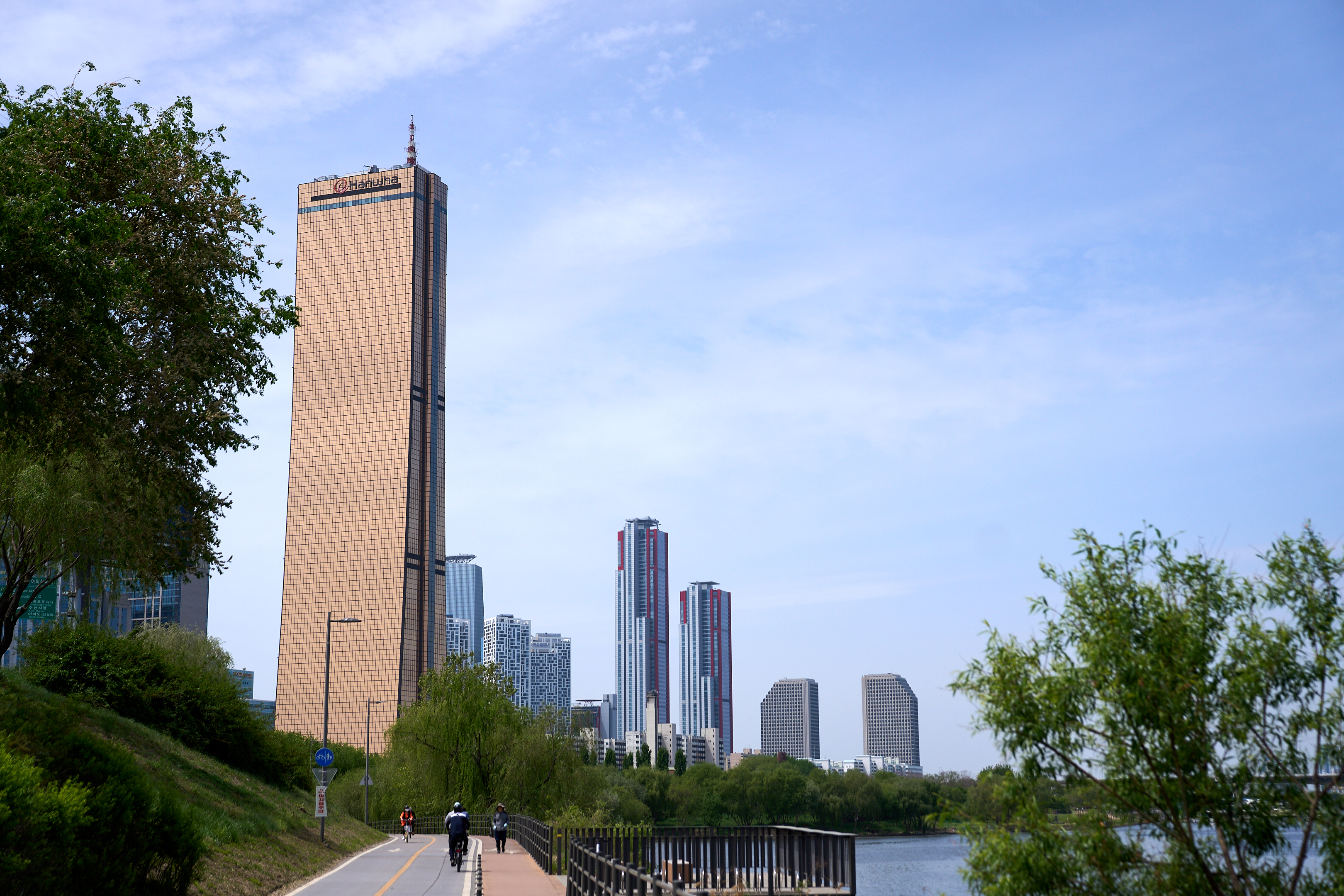
2023년에 촬영한 63스퀘어 전면부. 57~59층에 위치한 레스토랑 4개를 운영 중이다.

### 파인 다이닝
63스퀘어 본관 및 별관에 위치한 파인 다이닝과 뷔페, 베이커리 카페를 운영하는 63레스토랑(63 Restaurant), 더 플라자 서울, 오토그래프 컬렉션에 위치한 식음 및 연회부문을 운영하고 있다.
- 63레스토랑: 워킹온더클라우드, 터치더스카이, 슈치쿠, 백리향
- 63뷔페 파빌리온
- 더 플라자: 도원, 세븐스퀘어, 오이스터 배, 더라운지, 블랑제리

### 캐주얼 다이닝
더 플라자 중식당 '도원'에서 출발한 캐주얼 다이닝 브랜드 '도원스타일'을 운영 중이다. 서울역과 현대백화점 서울 시내 주요 점포 등에 입점해 있다.
- 도원스타일(桃園Style): 서울역, 현대백화점(더현대 서울, 압구정, 무역센터, 목동, 천호), 현대프리미엄아울렛(스페이스원)

### 컨세션
한국프레스센터, 전경련회관, 연세대학교 동문회관과 백양누리 등 서울 주요 명소에서 진행되는 웨딩 및 연회 서비스 브랜드 플라자웨딩을 운영하고 있다. 또한, 골프장 및 고속도로 휴게소 등 컨세션 사업을 전개하고 있다. 이 외에도 서울특별시 용산구에 위치한 고급 주택단지의 F&B 서비스를 담당 중이다.
- 더 플라자: 연회, 웨딩
- 플라자웨딩: 연세대학교(동문회관, 백양누리), 한국프레스센터, FKI타워

## 위상 및 평가
2017년 11월 백리향은 《미쉐린 가이드》를 통해 '더 플레이트(영어: The Plate)'로 선정되었다. 또한, 워킹온더클라우드와 함께 《저갯 서베이》 한국어판에도 수록되었다. 더 플라자에 위치한 중식당 도원도 프랑스 정부가 주관하는 미식 가이드 《라 리스트》에 등재되었다. 이 외에도 조은주 등 소속 셰프가 《FHA 컬리너리 챌린지》에서 '메인 메뉴'와 '타파스 및 핑거푸드' 부문 금메달, '아시안 메뉴'와 '플레이티드 에피타이저' 부문에서 은메달을 획득하기도 했다.
- 워킹온더클라우드: 《저갯 서베이》와 《블루리본 서베이》 등 유명 레스토랑 가이드북에 수록됐다.[27] 또한, 와인 전문지 《와인 스펙테이터》가 선정하는 〈레스토랑 와인 리스트 어워드〉를 2년 연속 수상했다.[28] 이 외에도 네이버의 예약 플랫폼 '네이버 예약'이 진행하는 시상식에서 3년 연속 〈올해의 베스트 예약상〉을 수상,[29] 트립닷컴이 발표하는 '트립 베스트' 글로벌 랭킹에 전망 레스토랑 부문으로 2년 연속 선정됐다. 세계 36위, 아시아 15위다.[30][31]

- 터치더스카이: 《블루리본 서베이》가 발간한 〈서울의 맛집 2025〉에 수록됐다.[32] 또한, 넷플릭스 예능 프로그램 《흑백요리사: 요리 계급 전쟁》에 총괄셰프 조은주가 출연하며 화제를 모았고, 《마리 끌레르》 한국어판을 통해서 소개됐다.[33]

- 슈치쿠: 《블루리본 서베이》가 발간한 〈서울의 맛집 2025〉에 '리본 2개' 맛집으로 소개됐다.[34]

- 백리향: 《미쉐린 가이드》와 《저갯 서베이》에 수록되었다. 또한, 국내 미식 가이드북 《블루리본 서베이》이 발간하는 〈서울의 맛집〉과 〈코카-콜라 레드리본 맛집〉에 선정되었다. 이 외에도 박근혜 전 대통령과 시진핑 중국 국가주석이 국빈 만찬을 나눈 장소로 알려져 있다.[35]

- 63뷔페 파빌리온: 《블루리본 서베이》에 3년 연속 〈서울의 맛집〉으로 수록되고, 《한겨레》의 토요 연재 만화 〈오늘도 냠냠냠〉과 동명의 도서 시리즈에도 소개됐다.[36] 2024년 12월 문을 연 '63뷔페 파빌리온 용산'은 오픈 27일 만에 누적 방문객 1만 명을 기록했다.[37]

- 도원: 정주영 현대그룹 회장, 백두진 국무총리, 김명호 한국은행 총재 등 유명 정재계 인사가 자주 방문한 식당으로 알려져 있다.[38] 프랑스 관광청이 발간하는 미식 가이드 《라 리스트》를 통해 세계 1000대 레스토랑에 꼽혔다. 또한, 한국어판 《GQ》와 《에스콰이어》 등 유명 남성지에 소개됐다.[39][40]

- 도원스타일: 1호점으로 개점한 압구정점은 《블루리본 서베이》에 수록됐다. 해당 지점은 2009년 12월 개점했으며, 2024년 7월 전면 리뉴얼을 진행한 바 있다. 더현대서울점은 《엘르》와 《에스콰이어》 한국어판에 소개되기도 했다.[41][42]

- 오이스터 배: 2023년 5월 대한민국 내 특급호텔에서는 최초로 개점한 오이스터 바다.[43] 《보그》, 《얼루어》, 《하퍼스 바자》, 《GQ》, 《에스콰이어》 등 유명 잡지의 한국어판에 소개됐다.[44][45][46][47][48]

## 같이 보기
- CJ푸드빌
- LIG홈앤밀
- 롯데GRS
- 삼천리ENG
- 신세계푸드
- 이랜드이츠
- 현대그린푸드